# Side Effects – Tödliche Nebenwirkungen
Side Effects ist ein Thriller aus dem Jahr 2013 des Regisseurs Steven Soderbergh.

## Handlung
Emily Taylor ist wegen Depressionen und Suizidgefahr in Behandlung. Nachdem ihr Mann Martin nach vierjähriger Haft wegen Insiderhandels aus dem Gefängnis entlassen wurde, versucht sie augenscheinlich mehrfach, sich umzubringen. Ihr Psychiater Jonathan Banks möchte sie in der Klinik behandeln, doch Emily überzeugt ihn davon, dass das nicht nötig sei. Jonathan kontaktiert Emilys ehemalige Ärztin, Dr. Victoria Siebert. Auf deren Empfehlung und Emilys Bitte verschreibt er ihr ein neues Antidepressivum namens „Ablixa“. Es scheint gut zu wirken und ermöglicht ihr ein normales Leben, abgesehen von Schlafwandeln, einer Nebenwirkung des Medikaments – bis sie eines Abends plötzlich ihren Mann ersticht. 
Emily wird vor Gericht gestellt. Jonathan kämpft um ihre Freilassung, da sie die Tat schlafwandelnd begangen hat. Doch er wird sowohl von der Staatsanwaltschaft als auch von seinen Kollegen unter Druck gesetzt, da er Emily nicht eingewiesen hatte. Schließlich wird Emily für nicht schuldig befunden.
Nach dem Freispruch erkennt Jonathan Unstimmigkeiten. So existiert eine Kollegin, von der Emily erzählt hatte und die ihr angeblich Ablixa empfahl, nicht. Jonathan vermutet, dass Emily Selbstmordversuche und Schlafwandeln vorgetäuscht hat, um ihren Mann straflos umbringen zu können. Während er nach Indizien sucht, verstärkt sich der Druck auf Jonathan: Seine Frau verlässt ihn, seine Praxispartner beenden die Zusammenarbeit, und der Pharmakonzern, für den er ein neues Antidepressivum testen sollte, kündigt den Vertrag.
Schließlich konfrontiert Jonathan Victoria mit seinen Vermutungen und findet dabei heraus, dass Victoria und Emily ein Verhältnis miteinander haben. Emily, die mit Martin ein Luxusleben geführt hatte, wollte sich nach dessen Haftstrafe nicht an ein durchschnittliches Leben gewöhnen und tötete ihn deshalb. Victoria ihrerseits wollte den Aktienkurs des Herstellers von Ablixa manipulieren. Jonathan gelingt es, Emily gegen Victoria auszuspielen. Victoria wird festgenommen und Emily landet in der Psychiatrie, wo sie Jonathans Kontrolle unterliegt und starke Medikamente einnehmen muss.

## Hintergrund
Mit Side Effects hatte Steven Soderbergh angekündigt seine Regie-Karriere zu beenden und wollte sich künftig der Malerei und Musik widmen, war aber seitdem bei verschiedenen Filmen und Serien wieder als Regisseur tätig.
Vor über zehn Jahren betrieb Drehbuchautor Scott Z. Burns mehrwöchige Recherchen in der psychiatrischen Abteilung des berühmten Rivervue Hospitals in New York City.
Burns, damals Mitglied des Autorenteams der hochgelobten TV-Serie Wonderland, die die Behandlung psychischer Krankheiten aus der Perspektive von Ärzten und Patienten beleuchtet, führte lange Gespräche mit den Psychiatern und beobachtete ihre Arbeit mit seelisch kranken Patienten, von denen viele eine kriminelle Vergangenheit hatten.
Während seiner Recherche fiel ihm auf, dass in den USA immer häufiger Antidepressiva und Schmerzmittel verschrieben wurden, die später mit Straftaten in Verbindung gebracht wurden. Der Film soll also auf den häufig unkontrollierbaren Umgang mit Psychopharmaka und seine Folgen aufmerksam machen.
Ebenfalls kritisiert Soderbergh den Umgang der Gesellschaft mit psychisch Kranken. Dass labilen Persönlichkeiten weniger Glaubwürdigkeit geschenkt wird und sie an den Rand der Gesellschaft gestellt werden, sei ein Makel, den man in den USA immer häufiger bemerken kann.
Häufiges Motiv in Filmen von Soderbergh ist die erschreckende Macht der Groß-Konzerne. Dies zeigt sich auch bei seinem letzten Film: Der ungeheure Einfluss der Pharma-Industrie auf die Gesellschaft.

## Kritiken
„So oder so erwartet euch ein spannender und stilvoller Thriller voller Intrigen, Täuschung und Doppelbödigkeit. Und das Schönste ist: Beim zweiten Sehen ist Side Effects – dann auf andere Weise – immer noch genauso gut und man kann sich auf die cleveren thematischen Zwischentöne sowie die herausragenden Darstellerleistungen konzentrieren.“

„Zu den vielen Virtuosenstückchen in Side Effects gehört auch ein großartig zynischer Werbespot für die Psychodroge Ablixa, in dem animierte dunkle Wölkchen mit Regenschauern über den Köpfen von allerlei Alltagsmenschen schweben, bevor die Wundertablette auftaucht und die Sonne wieder scheinen lässt. Man kann nur hoffen, dass Steven Soderberghs Aufstand gegen die Filmindustrie nicht in der Fernsehwerbung endet.“

„Es geht über die Stationen Gerichtsfilm, Psycho- und Verschwörungsthriller und, wahrhaftig, Softporn hin zu einem haarsträubend komplizierten Heist-Movie-Finale. Und damit zur eklatanten Schwäche dieses gerade im Mittelteil enorm gewitzten Films: Soderbergh kann sich von seinen nur vordergründig cleveren Ocean’s-Plots, die verlässlich mit einem langweiligen Ausbuchstabieren aller Unklarheiten enden, nicht lösen.“

„Ein klarer, effektiv inszenierter Psychothriller, der sich sarkastisch mit der Medikamentensucht des amerikanischen Mittelstandes und dem Einfluss der Pharmaindustrie auseinandersetzt und auf originelle Weise mit den Erzählkonventionen des Genres spielt.“

## Synchronisation
| Rolle                | Darsteller           | Synchronsprecher  |
| -------------------- | -------------------- | ----------------- |
| Emily Taylor         | Rooney Mara          | Manja Doering     |
| Dr. Jonathan Banks   | Jude Law             | Florian Halm      |
| Dr. Victoria Siebert | Catherine Zeta-Jones | Arianne Borbach   |
| Martin Taylor        | Channing Tatum       | Martin Kautz      |
| Deirdre Banks        | Vinessa Shaw         | Katrin Zimmermann |

Synchronfirma war die TaunusFilm Synchron GmbH in Berlin, wobei Michael Schlimgen das Dialogbuch und Frank Schaff die Dialogregie führte. 